# Miles Evans (Jazzmusiker)
Miles Ian Gilmore Evans (* 5. Juli 1965 in New York City) ist ein amerikanischer Jazzmusiker (Trompete) und Bandleader.

## Leben und Wirken
Evans ist der zweite Sohn von Anita und Gil Evans. Ab 1974 erhielt er Trompetenunterricht von Lew Soloff und Jon Faddis, die damals zum Gil Evans Orchestra gehörten. Seit 1982 spielte der klanglich an Miles Davis orientierte Trompeter im Monday Night Orchestra, mit dem er auch aufnahm (Live At Sweet Basil, 1985) und ging mit der Band seines Vaters auch auf Europatournee.
Nach dem Tod seines Vaters übernahm er 1988 die Leitung des Orchesters, mit dem er mehrere Europatourneen absolvierte (Tribute To Gil, 1988) und 1991 auch mit Miles Davis beim Montreux Jazz Festival aufnahm. Auch 1996 reaktivierte er das Gil Evans Orchestra, um mit ihm in New York klassische Arrangements seines Vaters aufzuführen.
Später leitete er eine Band unter eigenem Namen, mit der er 2005 das Album Knock Knock herausbrachte. Er ist auch auf Alben von Johnny Avalanche, Ray Russell, Quincy Jones, Hard 2 Obtain, Lew Soloff, Jaco Pastorius und Sting zu hören. Tom Lord verzeichnet 33 Aufnahmen von Evans zwischen 1981 und 2000.

## Lexikalische Einträge
- Friedel Keim Das grosse Buch der Trompete: Instrument, Geschichte, Trompeterlexikon, Band 1. Mainz 2005